# Tadmor
Tadmor (em árabe: تدمر‎; romaniz.: Tadmur) ou Tudmur é uma cidade localizada na região central da Síria, na província de Homs, que sucedeu a antiga Palmira, cidade livre que se revoltou contra o Império Romano durante a Antiguidade Clássica para o formar o fugaz Império de Palmira.
Esta cidade está situada em um oásis no meio do deserto Sírio, 215 km ao nordeste de Damasco. Se destaca por ser um centro econômico baseado na exploração de fosfato e gás natural. 
Em maio de 2015 a região foi ocupada por militantes da organização terrorista Estado Islâmico do Iraque e do Levante, que destruiu vários monumentos da antiga cidade. Em março de 2016, tropas do governo do ex-presidente sírio Bashar al-Assad retomaram a região.